# Rose McConnell Long

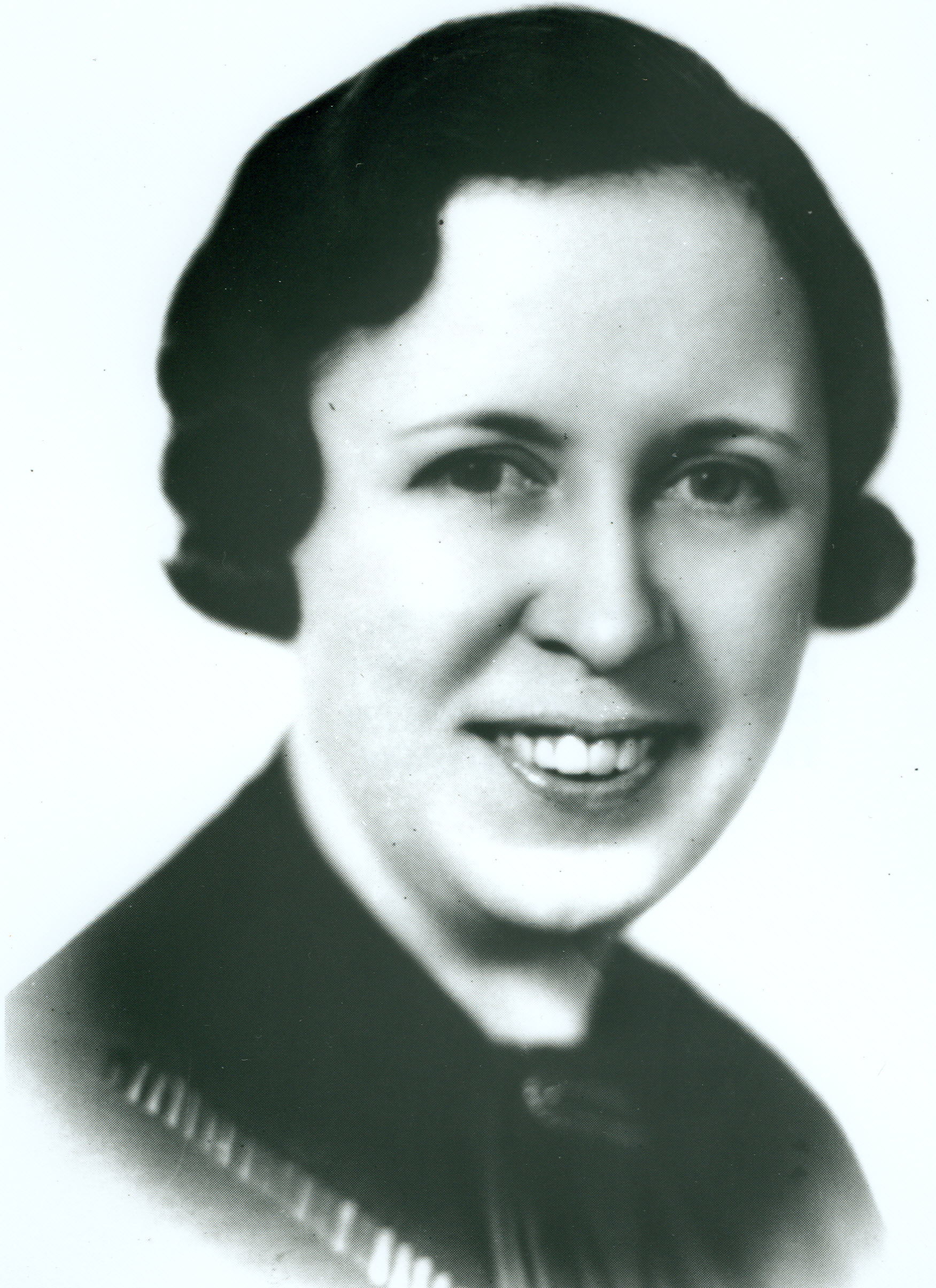
Rose McConnell Long.

Rose McConnell Long (8 de abril de 1892 - 27 de mayo de 1970) fue una senadora de Estados Unidos y la esposa de Huey Long. Fue la primera senadora de Luisiana.

## Biografía
Long nació en Greensburg, en el condado de Decatur, Indiana. Ella conoció a Huey Long después de ganar un concurso de pastelería que había organizado. Rose y Huey se casaron en 1913. Tras la muerte de Huey en 1935, Rose fue nombrada para servir en el Senado de los Estados Unidos. Rose ganó una elección especial el 21 de abril de 1936, para servir a los meses restantes del mandato de su marido, pero ella se negó a postularse para la reelección para un mandato de seis años, en noviembre de 1936. Debido a que Hattie Caraway ya estaba sirviendo en el Senado en el momento de la elección de Rose, representó la primera vez que dos mujeres sirvieron al mismo tiempo en ese cuerpo.
Fue la madre del senador Russell B. Long así como Rose McConnell Long McFarland de Boulder, Colorado, y Palmer Reid Long de Shreveport.
Ella fue retratada en la película para televisión Kingfish: A Story of Huey Long por Ann Dowd.